# Stříbrný vrch (Zákupská pahorkatina)
Stříbrný vrch (433 m n. m.) je vrch na rozhraní okresů Česká Lípa a Liberec v Libereckém kraji. Leží asi 1 km zsz. od vsi Žibřidice, na příslušném katastrálním území a území Dubnice.

## Geomorfologické zařazení
Vrch náleží do celku Ralská pahorkatina, podcelku Zákupská pahorkatina, okrsku Podještědská pahorkatina, podokrsku Rynoltická pahorkatina a Janovické části.

## Přístup
Automobilem se dá nejblíže dopravit na turistickou značku Žibřidice ve stejnojmenné obci. Odtud pokračovat pěšky na sever po žluté turistické stezce vedoucí přes východní a severní svah vrchu (značka Stříbrný vrch). Na vrchol nevede žádná oficiální cesta. Stezka pak pokračuje dál na severozápad do Janovic v Podještědí.